# Sebastian Lander
Pour les articles homonymes, voir Lander.
Sebastian Lander, né le 11 mars 1991 à Køge, est un coureur cycliste danois.

## Biographie

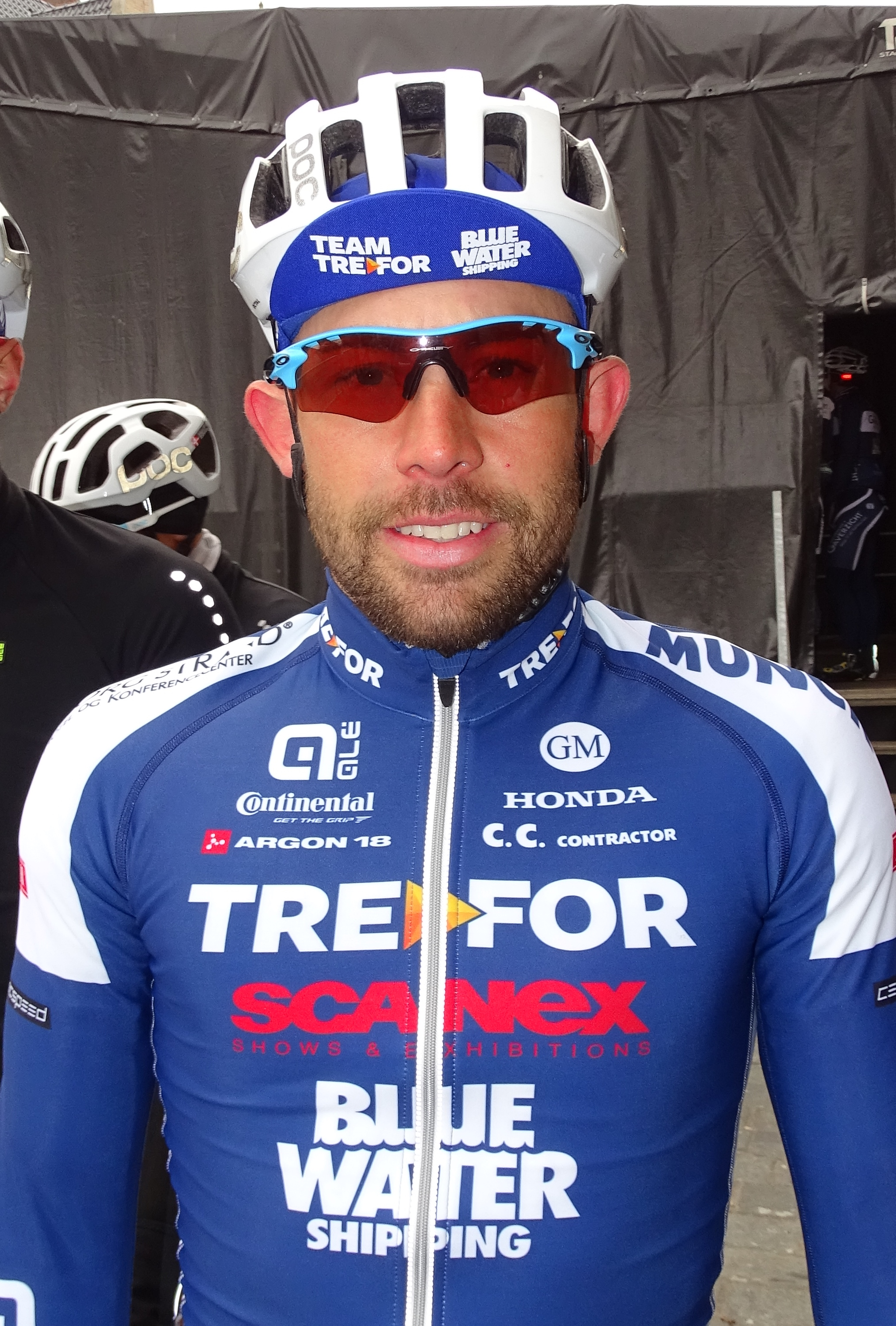
Sebastian Lander lors de la Course des chats 2015.

En 2008, en catégorie juniors, Sebastian Lander est médaillé de bronze du championnat du monde sur route et remporte le GP Général Patton.
En 2010, il intègre l'équipe continentale Concordia Forsikring-Himmerland. Il se classe troisième de Liège-Bastogne-Liège espoirs et huitième du championnat du monde sur route espoirs.
Il est recruté par l'équipe Trefor-Blue Water en 2015.
En août 2018, il termine 18e du Grand Prix de la ville de Zottegem.

## Palmarès sur route

### Par année
- 2007[1]
  -  Médaillé d'or de la course en ligne au Festival olympique de la jeunesse européenne
- 2008
  - 2e étape du Tour de Toscane juniors
  - 2e étape du Trofeo Karlsberg
  - Grand Prix Général Patton :
    - Classement général
    - 1re étape

  - Mémorial Pietro Merelli
  - Trofeo Emilio Paganessi
  - 2e du championnat du Danemark du contre-la-montre par équipes juniors
  - 2e du championnat du Danemark du contre-la-montre juniors
  - 2e du championnat du Danemark sur route juniors
  -  Médaillé de bronze du championnat du monde sur route juniors
- 2009
  - Youth Tour juniors :
    - Classement général
    - 1re étape

  - 4e étape du Tour de Himmelfart juniors
  - Prologue du Tre Ciclistica Bresciana
  - 3e du championnat du Danemark du contre-la-montre par équipes juniors
  - 3e du championnat du Danemark du contre-la-montre juniors
- 2010
  - 1re étape de la Coupe des nations Ville Saguenay
  - 3e de Liège-Bastogne-Liège espoirs
  - 8e du championnat du monde sur route espoirs
- 2012
  -  Champion du Danemark sur route
  -  Champion du Danemark du contre-la-montre par équipes
  -  Champion du Danemark sur route espoirs
  - Post Cup
  - 4e étape de la Coupe des nations Ville Saguenay
  - Skive-Løbet
  - Rundt om Lunden
- 2014
  - 1re étape du Tour du Trentin (contre-la-montre par équipes)
- 2015
  - 3e du Grand Prix Herning

### Résultats sur les grands tours

#### Tour d'Espagne
1 participation
- 2013 : non-partant (13e étape)

### Classements mondiaux
| Année            | 2010 | 2011 | 2012 | 2013 | 2014 | 2015   | 2016 | 2017 | 2018 |
| ---------------- | ---- | ---- | ---- | ---- | ---- | ------ | ---- | ---- | ---- |
| UCI World Tour   |      |      |      | nc   | nc   |        |      |      |      |
| UCI America Tour | 200e | nc   | 269e |      |      |        |      |      |      |
| UCI Europe Tour  | 645e | 474e | 169e |      |      | 1 100e |      |      | 782e |

## Palmarès sur piste

### Championnats du monde juniors
- Moscou 2009
  -  Champion du monde de la course aux points
  -  Médaillé de bronze de l'américaine

### Championnats d'Europe
- Pruszków 2008
  -  Médaillé d'argent de l'américaine juniors

### Championnats nationaux
- 2006
  -  Champion du Danemark de la course aux points juniors
  - 2e du championnat du Danemark de poursuite par équipes juniors
  - 2e du championnat du Danemark de scratch juniors
- 2007
  -  Champion du Danemark de la course aux points juniors
  - 2e du championnat du Danemark de poursuite par équipes juniors
  - 3e du championnat du Danemark de scratch juniors
  - 3e du championnat du Danemark de poursuite juniors
- 2008
  - 2e du championnat du Danemark de poursuite juniors
  - 3e du championnat du Danemark de course aux points juniors
- 2009
  -  Champion du Danemark de l'américaine juniors (avec Christian Kreutzfeldt)
  - 2e du championnat du Danemark de scratch juniors
  - 2e du championnat du Danemark de l'américaine
  - 3e du championnat du Danemark de poursuite juniors
- 2011
  - 3e du championnat du Danemark de l'américaine